# Loktåg

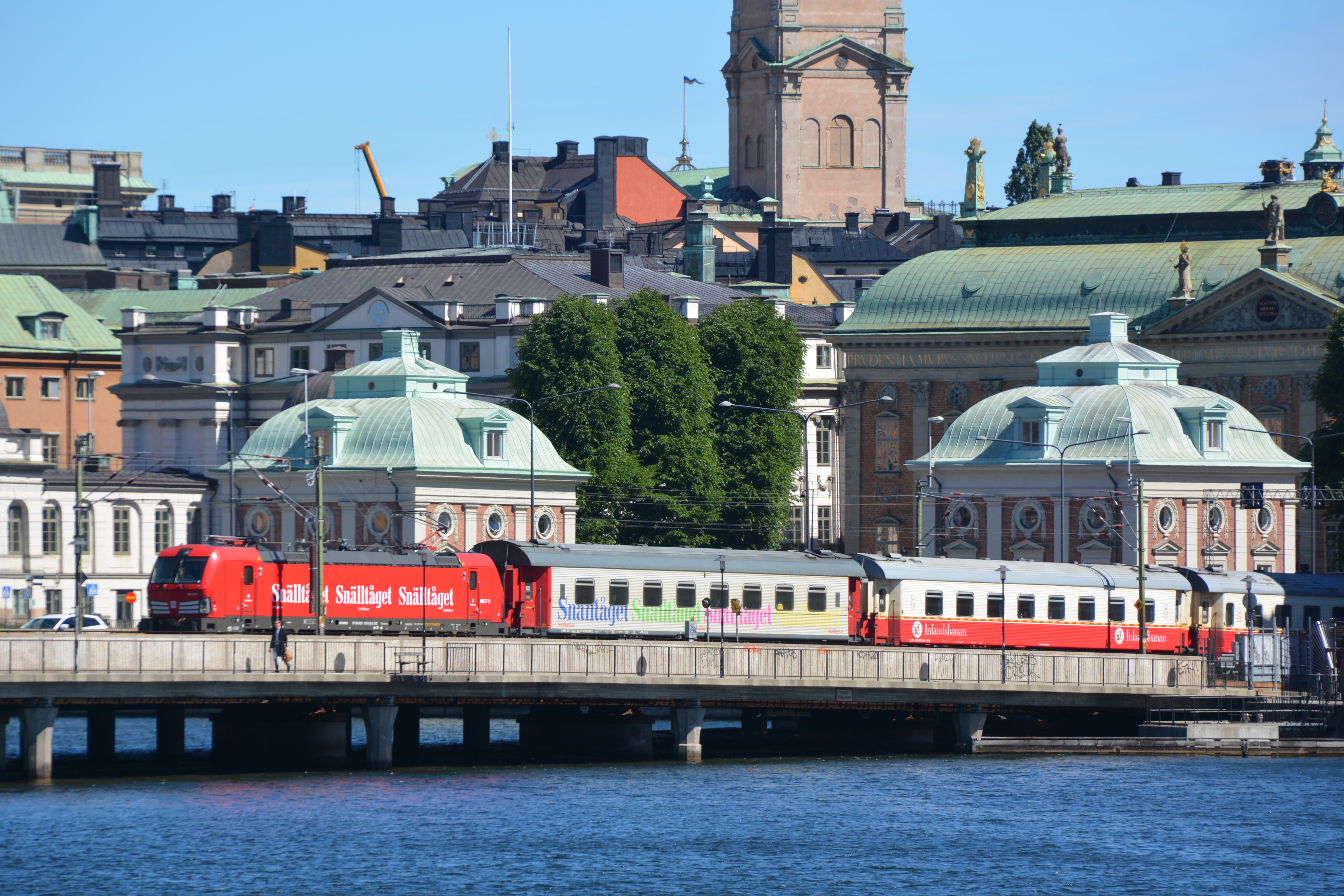
Snälltåget

Ett loktåg är ett tåg vars dragkraft är ett lok, till skillnad från ett motorvagnståg.
I SJ:s trafik körs bland annat Intercity- och nattågen av Rc-lok, och de är således loktåg, till skillnad från bland annat X40 som är motorvagnståg. Även Snälltåget, Vy Tåg (nattåg) och Tågab kör loktåg i persontrafik.
I de flesta länder, inklusive Sverige är godståg alltid loktåg, men motorvagnståg används i Storbritannien för posttransporter. Tidigare fanns även speciella motorvagnståg för posttransporter, TGV La Poste,  i Frankrike.